# Hyperallus caliroae
Hyperallus caliroae är en stekelart som beskrevs av Henry Lorenz Viereck 1911. Hyperallus caliroae ingår i släktet Hyperallus och familjen brokparasitsteklar. Inga underarter finns listade i Catalogue of Life.